# Andrej Kiska
Andrej Kiska (ur. 2 lutego 1963 w Popradzie) – słowacki filantrop i przedsiębiorca, w latach 2014–2019 prezydent Słowacji.

## Życiorys
Z wykształcenia inżynier elektrotechnik, kształcił się na Słowackim Uniwersytecie Technicznym. Po studiach pracował jako projektant. W 1990 wyjechał do Stanów Zjednoczonych z zamiarem zamieszkania tam na stałe. W USA pracował jako sprzedawca, po półtora roku powrócił na Słowację. Po pierwszych nieudanych działaniach biznesowych założył wraz z bratem przedsiębiorstwo oferujące pożyczki konsumenckie. Następnie poprzez dwie firmy rozszerzył działalność na rynek kart kredytowych i kredytów na zakup samochodów. W 2005 przedsiębiorstwa te sprzedał bankowi VÚB, który połączył je w Consumer Finance Holding. W kompanii tej Andrej Kiska do 2007 zasiadał w radzie dyrektorów.
W 2006 założył organizację charytatywną o nazwie „Dobry Anioł” (słow. „Dobrý anjel”), działającą jako sieć darczyńców i zajmującą się udzielaniem pomocy znajdującym się w ciężkiej sytuacji życiowej rodzinom z dziećmi.
W październiku 2012 był pierwszą osobą, która ogłosiła swoją kandydaturę wyborach prezydenckich w 2014. W pierwszej turze głosowania uzyskał 24% głosów i zajął drugie miejsce (wyprzedził go urzędujący premier Robert Fico). W drugiej turze wygrał, uzyskując ponad 59% głosów. Pięcioletnią kadencję rozpoczął 15 czerwca 2014.
W wyborach w 2019 nie ubiegał się o reelekcję; w trakcie kampanii wyborczej wsparł Zuzanę Čaputovą. Zakończył urzędowanie 15 czerwca 2019. Wkrótce przed końcem kadencji zainicjował powołanie nowej partii pod nazwą Za ľudí, w której objął funkcję przewodniczącego. W wyborach krajowych w 2020 partia uzyskała 12 mandatów w Radzie Narodowej, z których jeden przypadł jej liderowi. Odmówił jednak jego objęcia, motywując to problemami zdrowotnymi. W sierpniu 2020 na czele partii zastąpiła go Veronika Remišová.
W 2024 został prawomocnie skazany na karę pozbawienia wolności z warunkowym zawieszeniem jej wykonania za oszustwa podatkowe, do których dokonania się nie przyznał.

## Życie prywatne
Jego drugą żoną została Martina Kisková; ma pięcioro dzieci.

## Odznaczenia i wyróżnienia

### Ordery i odznaczenia
Otrzymane z urzędu
- Order Andreja Hlinki I klasy
- Order Ľudovíta Štúra I klasy
- Krzyż Milana Rastislava Štefánika I klasy
- Krzyż Pribiny I klasy

Zagraniczne
- Order Orła Białego (Polska, 2019)[14][15]

### Nagrody i wyróżnienia
- Krištáľové krídlo (2011)[16]

## Publikacje
- Cesta manažéra z pekla, 2011.
- Vezmi život do svojich rúk, 2013.